# 오모니아 광장

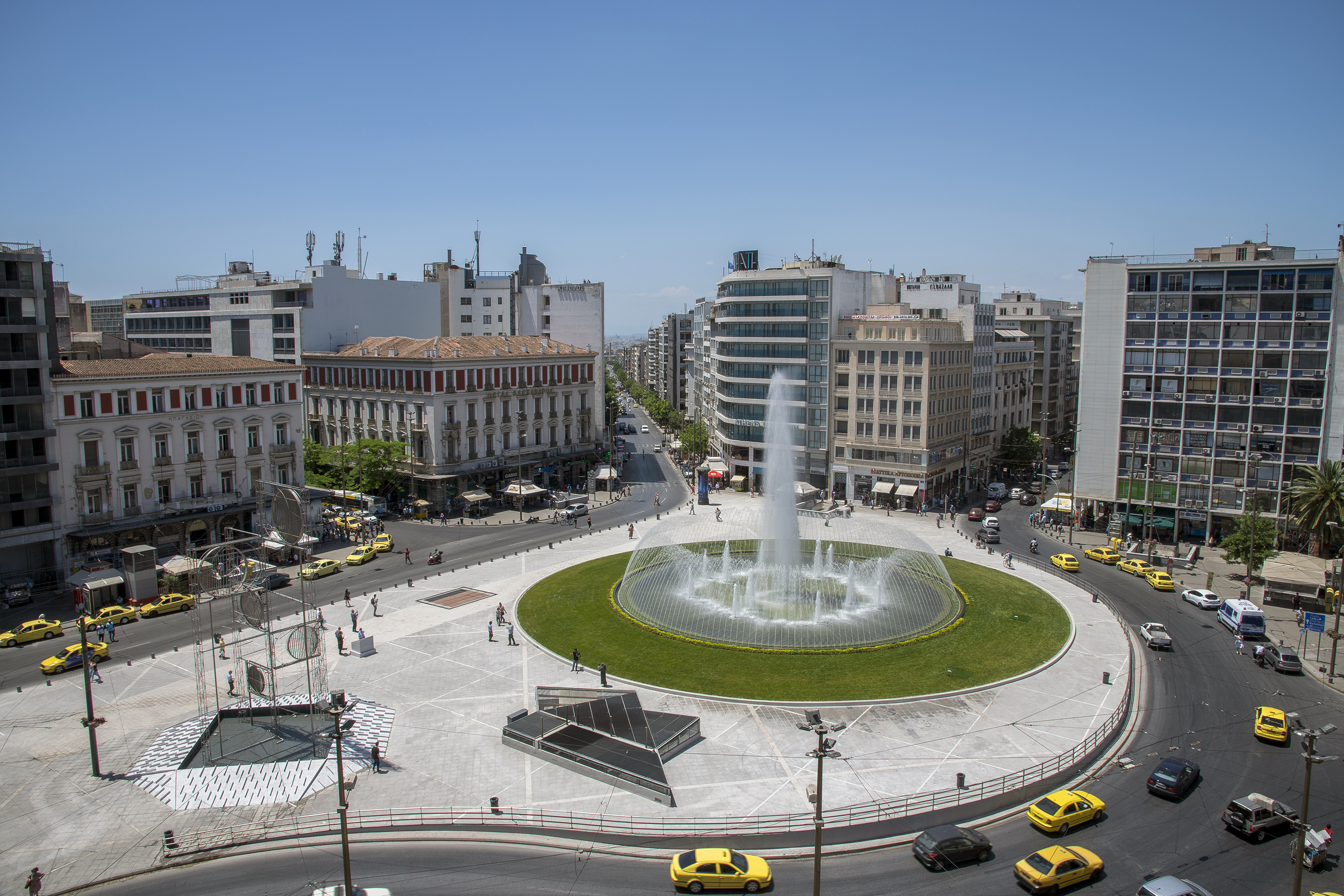

오모니아 광장(그리스어: Πλατεία Ομονοίας, Omonoia Square)은 아테네의 중앙광장이다. 오모니아의 중심부를 구성한다. 19세기에 도시 계획에 따라 정의된 다운타운의 북쪽 모퉁이를 표시하며 도시의 주요 교통 중심지의 하나이다. 오모니아 전철역이 서비스하는 지역이다.

## 이름
오모니아 광장은 1846년 건설되었으며 원래 이름은 팰러스 광장(Plateia Anaktoron)이다. 나중에 그리스의 제1대 왕 오톤의 영예를 기리기 위해 오토노스 광장으로 이름이 바뀌었다. 오톤이 폐위한 이후 이 광장의 이름은 1862년 오모니아 광장으로 변경되었다.